# 茂木バイパス
茂木バイパス（もてぎバイパス）は、栃木県芳賀郡茂木町十石から茂木町増井に至る、延長3.7kmの国道123号のバイパスである。

## 概要
茂木市街地中心部を通る国道123号旧道は屈曲部が多く、歩道が狭小であるため事故が多く発生したり、茂木駅に隣接する真岡鐵道の踏切があることから、朝夕の通勤通学時、行楽シーズン中において慢性的な渋滞が発生したりなど多くの問題点を抱えていた。
茂木バイパスは、茂木市街地の南側を短絡する道路で、通過交通を排除することによってこれらの問題点を解決し、茂木市街地の渋滞緩和、常陸那珂港へのアクセス強化、道の駅もてぎやツインリンクもてぎを中心とする地域振興プロジェクトの支援等を目的として開通した道路である。
なお、国道123号と同様に国道294号も茂木市街地を西側にバイパスする道路（茂木バイパス(国道294号)）が開通しており、茂木市街地の渋滞緩和に一役買っている。
茂木町中心部を通る旧道はバイパスが全通した後でも国道123号の指定を受けていたが、2012年3月30日をもって、栃木県道27号那須黒羽茂木線に降格となった。

## 沿革
- 1992年（平成4年）：事業化・都市計画決定
- 1993年（平成5年）：用地買収開始
- 1994年（平成6年）：工事着手
- 2000年（平成12年）10月：第一工区（バイパス西端 - 弾正町交差点間1.5km）供用開始
- 2005年（平成17年）10月：第二工区（弾正町交差点 - 神井大橋交差点間1.4km）供用開始
- 2010年（平成22年）3月25日：第三工区（神井大橋交差点 - バイパス東端）供用開始・全線開通

## 路線データ
- 起点：栃木県芳賀郡茂木町十石
- 終点：栃木県芳賀郡茂木町増井
- 延長：3.7km
- 規格：
- 車線数：4車線
- 道路幅員：23m
- 車線幅員：
- 設計速度：
- 全体事業費：105億円

## 交差する主な道路
- 栃木県道206号飯茂木線
- 茨城県道・栃木県道51号水戸茂木線

## 沿線施設
- 道の駅もてぎ
- 真岡鐵道茂木駅
- 茂木町役場
- 茂木警察署
- ツインリンクもてぎ

## 関連事項
- 国道294号